# Hannah Tyrrell
Pour les articles homonymes, voir Tyrrell.
Pas d'image ? Cliquez ici

a Compétitions nationales et continentales officielles uniquement.

b Matchs officiels uniquement.
Hannah Tyrrell, née le 10 août 1990 à Dublin (Irlande), est une joueuse internationale irlandaise de rugby à XV et internationale à sept évoluant aux postes d'ailier ou d'arrière.

## Biographie

### au football
Alors qu'elle était étudiante à Trinity College, Hannah Tyrrell joue au football et au Futsal. Elle est d'ailleurs sélectionnée en équipe d'Irlande universitaire.
Tyrrell joue aussi pour le St Catherine's pour deux saisons de coupe d'Irlande alors seule compétition nationale féminine en Irlande. En 2009 elle perd 0-1 en finale contre St Francis,. Elle se rattrape deux ans plus tard en reportant la coupe en battant Wilton United en final 3-1. Parmi les autres joueuses se trouvaient alors les internationales Caroline Thorpe, Mary Waldron et Noelle Murray. Enfin elle est membre de l'équipe des Shamrock Rovers Ladies qui dispute la saison inaugurale du championnat d'Irlande en 2010-2011.

### au rugby à XV
En club, elle évolue au sein de l'équipe du Old Belvedere Rugby Football Club.
Elle fait partie de l'équipe d'Irlande à partir de 2015. Elle participe au Tournoi des Six Nations 2021.

### au football gaélique
Comme beaucoup d'irlandais elle joue aussi aux sports gaélique et plus spécialement au football gaélique. Après sa carrière au rugby à XV elle intègre l'équipe de Dublin GAA avec laquelle elle remporte deux fois le championnat d'Irlande féminin de football gaélique en 2023 et en 2025.